# Аистово (Калининградская область)
Аистово — посёлок в Калининградской области России. Входил в состав Добринского сельского поселения в Гурьевском районе.

## История
Впервые поселение Конденен упоминается в документах 1395 года. До 1945 года в Конденене располагались имение и остановочный пункт узкоколейки.
В 1946 году Конденен был переименован в посёлок Аистово.

## Население
| 2002 | 2010 |
| ---- | ---- |
| 48   | ↗49  |

В 1910 году население Конденена составляло 126 жителей.